# 文化記念公園
文化記念公園（ぶんかきねんこうえん）は、福岡県北九州市小倉南区にある北九州市立の公園である。
公園管理は、小倉南区役所まちづくり整備課。
公園内スポーツ施設管理は、北九州市スポーツ振興課からの委託管理として総合緑地建設が管理（2024年度）。
　2018年度までは西部ガス、2023年度までは九州電力グループの九州林産が指定管理者となって管理していた。

## 概要
北九州市の市制20周年記念事業として設置された公園である。園内にはさまざまな施設があり、レクリエーションやスポーツの拠点として市民に利用されている。1990年（平成2年）9月9日から9月12日の期間、園内のプール（文化記念プール、1987年（昭和62年）7月31日開設）がとびうめ国体の夏季メイン会場となった。

## 所在地
- 福岡県北九州市小倉南区田原五丁目1

## 公園内の施設
- プール（文化記念プール）
  - 50m×9レーン
  - 25m×7レーン
  - 飛び込みプール（一般利用不可）
  - 幼児プール
- テニスコート（文化記念庭球場）
- 総合運動場
- 日本庭園
- 遊具広場
- 会議室

## 周辺施設
- 福岡県立小倉東高等学校
- 小倉カントリークラブ

## 交通
- JR九州 - 下曽根駅より徒歩20分
- 西鉄バス北九州 - 横沼入口バス停徒歩8分
- 国道10号曽根バイパス田原交差点より南下